# Deltosoma guatemalense
Deltosoma guatemalense là một loài bọ cánh cứng trong họ Cerambycidae.